# Dominik Ignacy Bekierski
Dominik Ignacy Bekierski herbu Jastrzębiec (zm. 29/30 września 1749 roku) – generał major wojsk koronnych w 1717 roku (patent w 1736 roku, jako generał major wymieniany już w 1728 roku), chorąży winnicki w 1736, starosta dolszański, poseł na sejmy, deputat na Trybunał Główny Koronny w 1720 roku.
Komendant Białej Cerkwi w latach 1737-1738, komendant fortec pogranicznych podolskich i ukrainnych, komendant Kamieńca Podolskiego w latach 1738-1749.
Był posłem do cesarza Piotra I. Jako deputat województwa bracławskiego podpisał pacta conventa Stanisława Leszczyńskiego w 1733 roku. Poseł na sejm nadzwyczajny pacyfikacyjny 1736 roku z województwa bracławskiego. 